# Zieko
Zieko is een plaats en voormalige gemeente in de Duitse deelstaat Saksen-Anhalt, en maakt deel uit van de Landkreis Wittenberg.
Op 1 januari 2004 is de toenmalige zelfstandige gemeente Zieko geannexeerd door de stad Coswig (Anhalt).